# Malaxis alvaroi
Malaxis alvaroi är en orkidéart som beskrevs av García-cruz, R.Jiménez och Luis M. Sánchez. Malaxis alvaroi ingår i släktet knottblomstersläktet, och familjen orkidéer. Inga underarter finns listade i Catalogue of Life.